# Карниш Артем Андрійович
Арте́м Ка́рниш — український спортсмен дефлімпієць. Учасник збірної України з плавання З 2010 року. Багаторазовий призер чемпіонатів світу, Європи. Чемпіон і рекордсмен України з плавання серед спортсмен з порушеннями слуху. Багаторазовий призер Літніх Дефлімпійських ігор 2013 року.

## Біографія

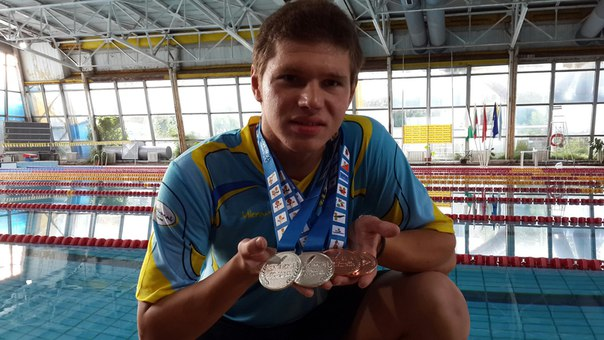
Карниш Артем Багаторазовий призер Дефлімпійських ігор 2013 року, багаторазовий призер чемпіонатів світу та Європи, багаторазовий чемпіон та рекордсмен України з плавання серед спортсменів із вадами слуху.

Карниш Артем народився 20 січня 1992 року у м. Дніпропетровськ.
З 2003 року займається плаванням у палаці водних видів спорту «Метеор» (м. Дніпропетровськ).
З 2010 року учасник дефлімпійської національної збірної України з плавання. Майстер спорту міжнародного класу з плавання серед спортсменів із вадами слуху, багаторазовий призерХХІІ літніх Дефлімпійських Ігор, призер Чемпіонатів Європи та світу, багаторазовий чемпіон України з плавання серед спортсменів із вадами слуху.
На міжнародній спортивній арені у складі національної збірної Артем Карниш вперше дебютував у 2010 році на Чемпіонаті Європи у Німеччині, де здобув бронзу у плаванні на 1500 м.в/с.
Дебют на Дефлімпійських іграх відбувся у 2013 році у Болгарії, де спортсмен став багаторазовим призером XXII літніх Дефлімпійських ігор, завоювавши 4 нагороди у індивідуальному та естафетному плаванні.
Особистий тренер — головний тренер національної дефлімпійської збірної з плавання, заслужений тренер України Сігалов Євген Олександрович.
За підсумками 2013 року був визнаним одним із найкращих спортсменів Дніпропетровщини.

## Спортивні досягнення
- 2010 рік 3 місце на Чемпіонаті Європи, дистанція 1500 м в/с (вільний стиль), Німеччина м. Дортмен
- 2011 рік срібний призер Чемпіонату Світу у естафетному плаванні 4×200 м. в/с та 4×100 м. в/с, Португалія
- 2013 рік 2 срібні та 2 бронзові нагороди на Дефлімпійських іграх, Болгарія, м. Софія: 400 м в/с бронза, комбінована естафета 4х100 — бронза, та срібні нагороди у естафетному плаванні 4х100 та 4×200 м.в/с
- 2014 рік 3 нагороди на Чемпіонаті Європи у м. Саранськ, Росія. Із них 2 бронзові та 1 срібна нагороди. На цьому ж чемпіонаті Артем Карниш став 3 разовим рекордсменом з плавання України на дистанціях 1500 м, 400 м, 200 м вільним стилем.
- 2015 рік 3 нагороди на Чемпіонаті Світу у Америці, штат Техас, м. Сан-Антоніо. Бронзова нагорода на дистанції 1500 м в/с та бронзова нагорода у естафетному плаванні (мікс) 4×100 м. в/с та у естафетному плаванні 4×200 м. в/с срібна нагорода.

## Державні нагороди
- 2013 року Карниш Артем отримав орден ІІІ ступеня за заслуги перед Вітчизною